# Pidhora, Kobeleakî
Pidhora (în ucraineană Підгора) este localitatea de reședință a comunei Pidhora din raionul Kobeleakî, regiunea Poltava, Ucraina.

## Demografie
Componența lingvistică a localității Pidhora
     Ucraineană (97,26%)
     Rusă (2,15%)
     Alte limbi (0,59%)
Conform recensământului din 2001, majoritatea populației localității Pidhora era vorbitoare de ucraineană (97,26%), existând în minoritate și vorbitori de rusă (2,15%).